# (10853) Aimoto
(10853) Aimoto est un astéroïde de la ceinture principale.

## Description
(10853) Aimoto est un astéroïde de la ceinture principale. Il fut découvert le 6 février 1995 à Chiyoda par Takuo Kojima. Il présente une orbite caractérisée par un demi-grand axe de 2,31 UA, une excentricité de 0,07 et une inclinaison de 6,9° par rapport à l'écliptique.

## Compléments